# Cleveland Allmen Transfers 1944-1945
La stagione 1944-1945 dei Cleveland Allmen Transfers fu la 2ª nella NBL per la franchigia.
I Cleveland Allmen Transfers arrivarono secondi nella Eastern Division con un record di 13-17. Nei play-off persero la finale di division con i Fort Wayne Zollner Pistons (2-0).

## Roster
| N° | Naz.                   | Ruolo | Sportivo       | Anno | Alt. | Peso |
| -- | ---------------------- | ----- | -------------- | ---- | ---- | ---- |
|    | Stati Uniti (bandiera) | GA    | Mel Riebe      | 1916 | 180  | 82   |
|    | Stati Uniti (bandiera) | A     | Mike Bytzura   | 1922 | 185  | 77   |
|    | Stati Uniti (bandiera) | G     | Tom Wukovits   | 1916 | 180  | 75   |
|    | Stati Uniti (bandiera) | GA    | Ned Endress    | 1918 | 188  | 91   |
|    | Stati Uniti (bandiera) | AC    | John Mills     | 1919 | 203  | 92   |
|    | Stati Uniti (bandiera) | G     | Bill Riebe     | 1917 | 180  | 79   |
|    | Stati Uniti (bandiera) | GA    | Frank Garcia   | 1918 | 183  | 79   |
|    | Stati Uniti (bandiera) | C     | Don Warnke     | 1920 | 208  | 91   |
|    | Stati Uniti (bandiera) | G     | Johnny Malokas | 1916 | 180  | 88   |
|    | Stati Uniti (bandiera) | G     | Herm Weiss     | 1916 | 183  | 82   |
|    | Stati Uniti (bandiera) | G     | Steve Sitko    | 1917 | 183  | 84   |
|    | Stati Uniti (bandiera) | AC    | Paul Kessy     | 1915 | 191  | 77   |
|    | Stati Uniti (bandiera) | A     | Tom Becker     | 1923 | 185  | 82   |

## Staff tecnico
- Allenatore: Jeff Carlin